# Notechis scutatus
Notechis scutatus là một loài rắn trong họ Rắn hổ. Loài này được Peters mô tả khoa học đầu tiên năm 1861.

## Hình ảnh

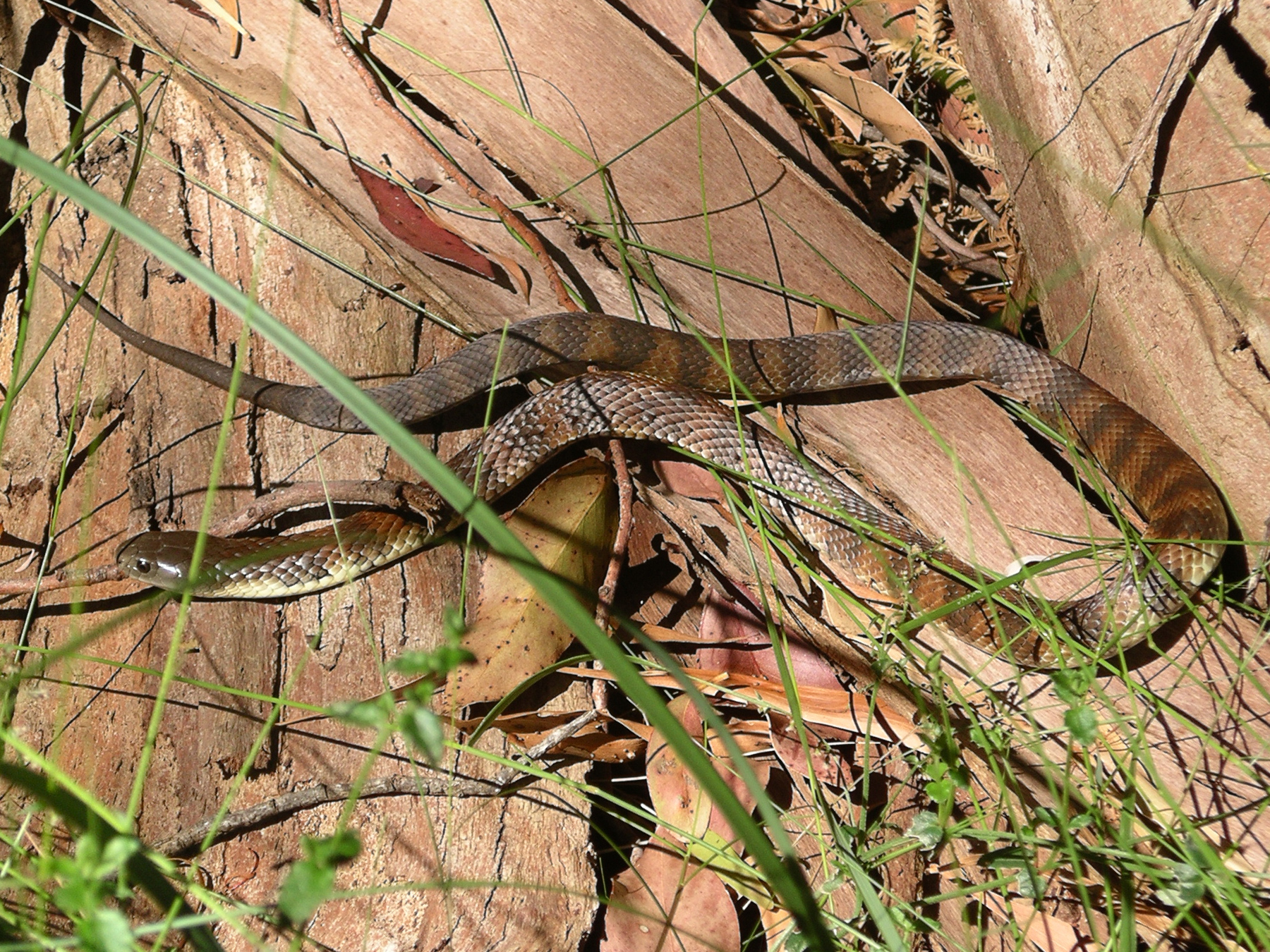
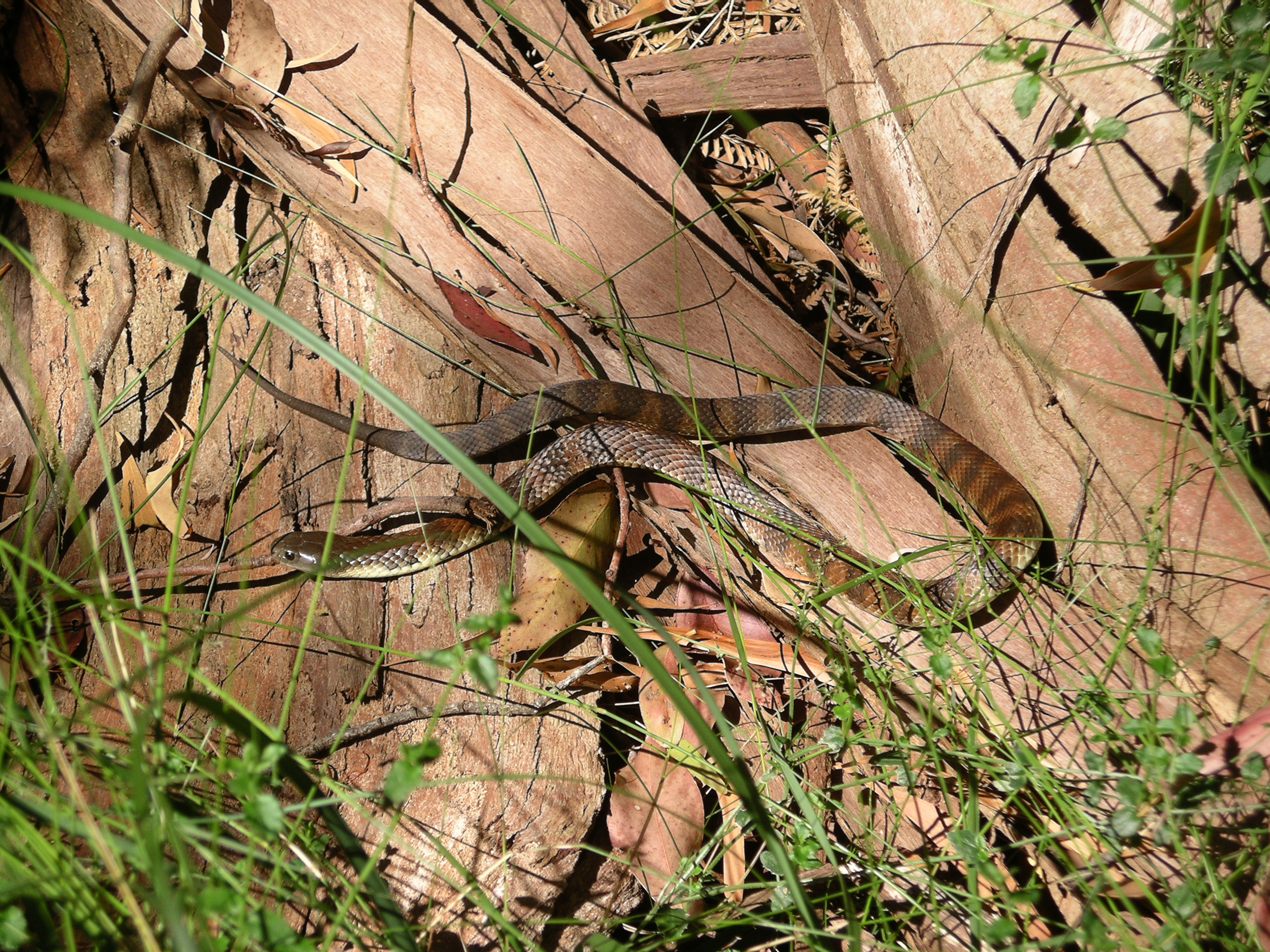
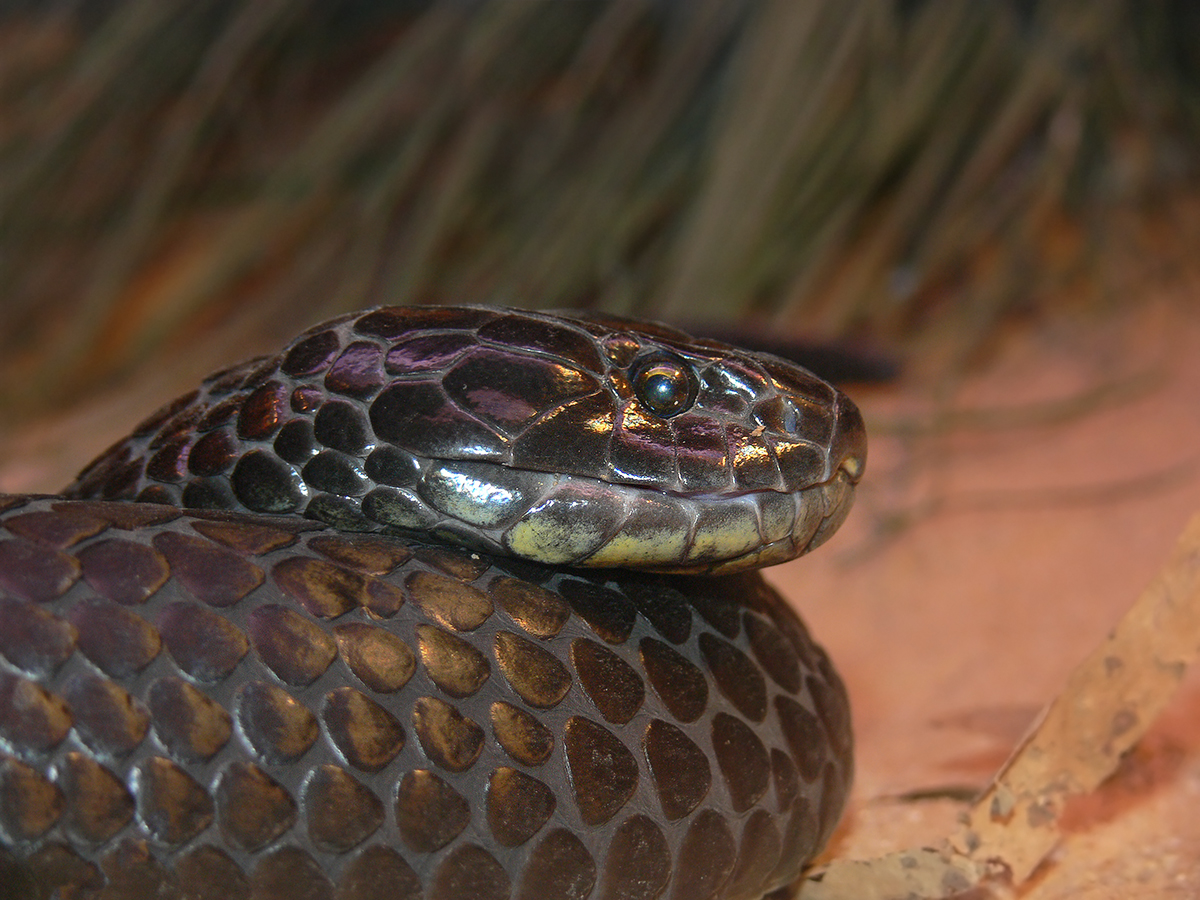
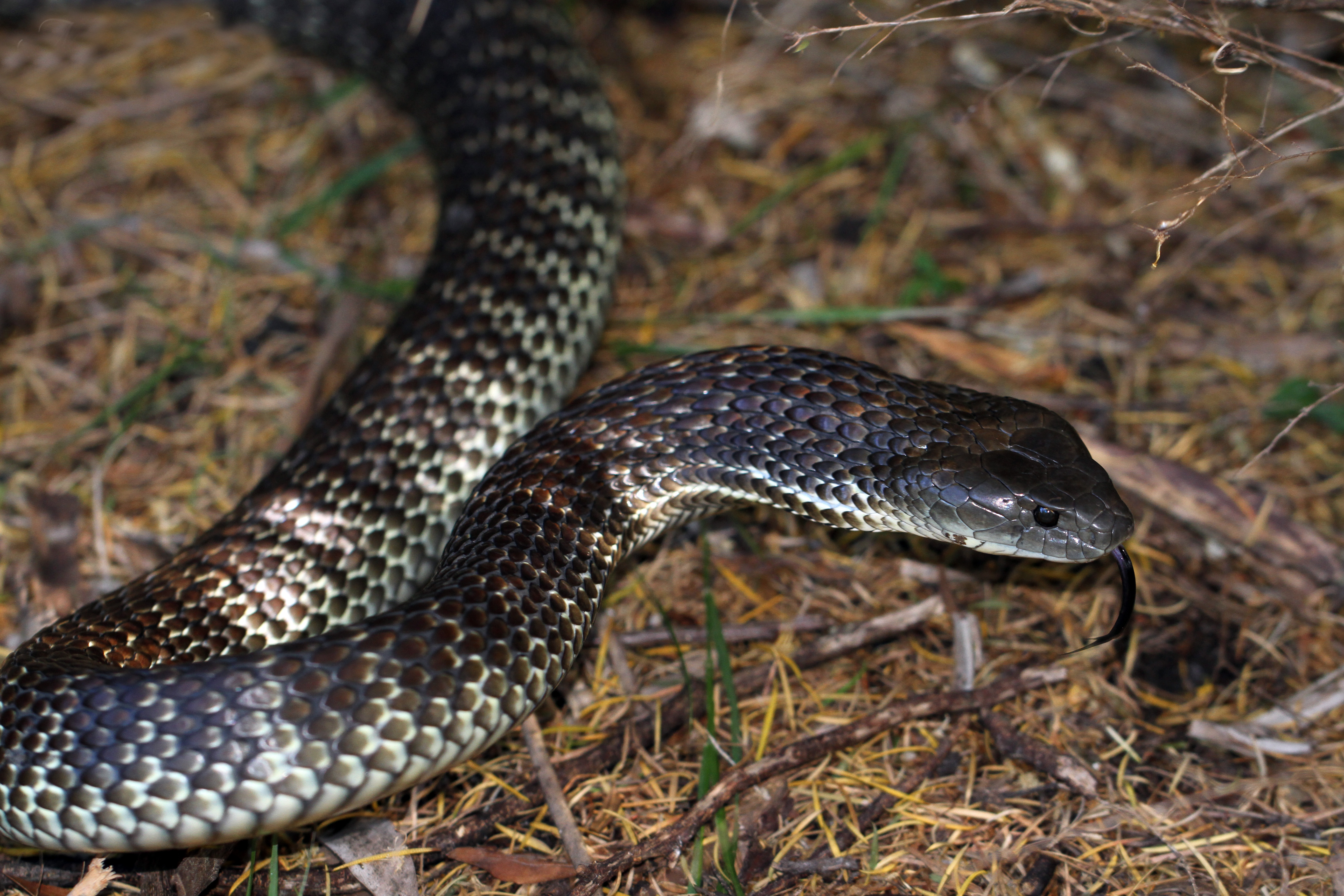